# Ekonomický význam Vánoc
Vánoce jsou každoročním vrcholem prodejního období pro většinu maloobchodníků v mnoha zemích po celém světě. Prodej se dramaticky zvýší, protože lidé nakupují dárky, dekorace a zásoby k oslavám. Například v USA „vánoční nákupní sezóna“ začíná již v říjnu. Rozšiřování vánočních prodejů mimo vánoční sezónu je nazýváno Christmas Creep a smyslem takového kroku je zvýšit zisky prodejců. Nicméně jen málo zákazníků touží vidět obchody vánočně ozdobené již v říjnu, třeba i před Halloweenem. Stejně tak je tomu i v ČR, kde se období vánočních prodejů v letech 2009–2014 prodloužilo o měsíc. Návštěvníci ovšem na předčasnou vánoční nabídku reagují velmi kriticky. 

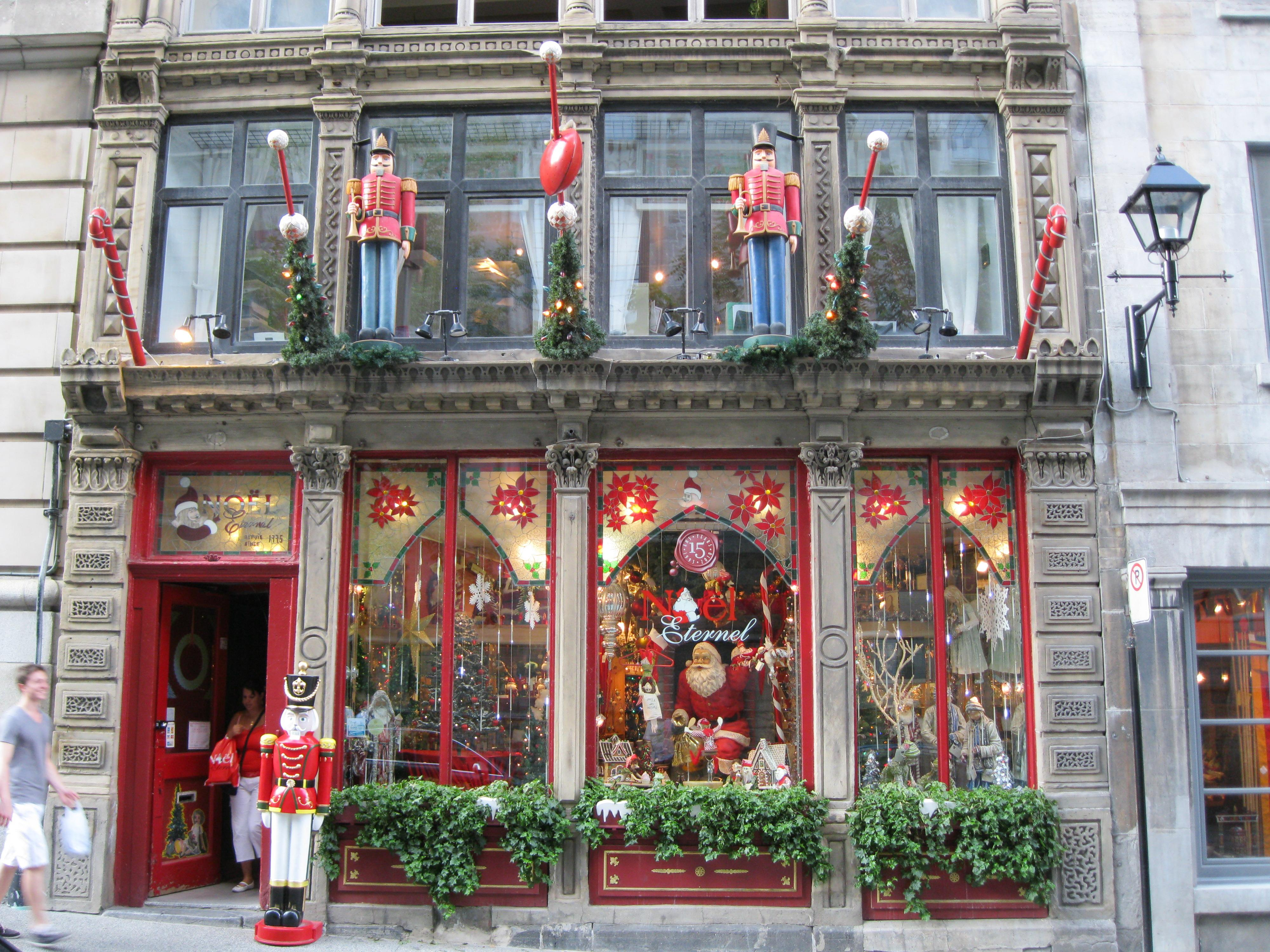
Obchod specializující se na zboží spojené s Vánoci v Kanadě.

V Kanadě obchodníci začínají reklamní kampaně těsně před svátkem Halloween (31. října). Ve Spojeném království a Irsku začíná vánoční nákupní sezóna od poloviny listopadu, zhruba v době, kdy jsou na hlavních třídách zapnuta vánoční světla. Ve Spojených státech bylo vypočteno, že čtvrtina všech ročních osobních výdajů je vydána během vánoční nákupní sezóny.
Údaje z amerického sčítání lidu ukázaly, že výdaje obyvatel v prosinci roku 2004 proti listopadu téhož roku narostly o 54 procent. V jednotlivých odvětvích byl předvánoční nárůst výdajů ještě větší. Oproti listopadu byl v prosinci zaznamenán nárůst nákupů o 100 procent v knihkupectvích a 170 procent v klenotnictvích. Mezi odvětví výroby, jež jsou zcela závislá na Vánocích, patří výroba vánočních přání a pěstování vánočních stromků.
V České republice byl podle dostupných údajů nárůst ceny objednávek internetových obchodů (proti běžným měsícům roku) v říjnu 2011 při vánočním prodeji o desítky procent, v listopadu 2011 asi o 300% a v prosinci o 600 %. Naproti tomu v roce 2014 byl v listopadu tento nárůst skokově 43% a září a říjen byly podprůměrné. V roce 2011 Češi utratili za vánoční dárky 15 miliard korun. Průzkum společnosti Era odhadoval, že česká domácnost utratí za dárky v roce 2012 v průměru kolem pěti tisíc korun a průměrná cena dárku dosahuje téměř devět set korun. 
Obecně obyvatelům ČR vadí brzké zahájení sezónních prodejů a tlačenice v obchodech. Polovina dotázaných Čechů, zejména starší lidé, nesnáší Santa Clause. Třetina obyvatel nemá ráda předvánoční úklid, ale většina se těší na nakupování. Obyvatelé v druhé dekádě 21. století u Vánoc preferují posezení s přáteli a rodinou, ačkoliv také rádi dostávají a rozdávají dárky.
Muži zpravidla utrácejí za dárky pro ženy a ženy obvykle utrácejí za dárky pro muže a děti. Češi získávají nápady na dárky z internetu, a to přibližně 275 560 žádostí. Nejdražšími vánočními dárky jsou elektronika, oděvy, šperky a kosmetika. Častým vánočním dárkem jsou rovněž peníze. Po vánočních prodejích následují povánoční výprodeje se slevami až 70%. Obchodníci slevami cílí na zákazníky, kteří dostali jako vánoční dárek peníze. Na počátku 21. století jsou však zákazníky oblíbené nejen povánoční, ale i vánoční slevy. 
Podle průzkumu společnosti Cetelem v ČR:
- 6% obyvatel plánuje nakoupit vánoční dárky výhradně v povánočním výprodeji
- mimo těchto 6% dalších 14% obyvatel takto nakoupí dárky osobám se kterými nestráví Štědrý večer, ale dalších 15 procent takto v povánoční slevě koupí vánoční dárky i osobám s kterými stráví Štědrý večer.
- 65% obyvatel kupuje vánoční dárky do Štědrého dne, z čehož téměř polovina kupuje dárek až na poslední chvíli (častěji muži).

Ve většině západoevropských národů je Štědrý den nejméně aktivní den pro podnikání a obchod. Téměř všechny prodejny, úřady a instituce jsou zavřeny a téměř všechna průmyslová odvětví ukončují činnost (více než jakýkoli jiný den v roce), ať už to právní předpisy státu vyžadují, nebo ne. V Anglii a Walesu ustanovení Christmas Day (Trading) Act 2004 omezuje všechny velké obchody na Štědrý den. Skotsko v současné době plánuje podobnou legislativní úpravu. 
V průběhu vánoční sezóny se konají premiéry filmů s vysokým rozpočtem, včetně vánočních filmů, fantasy filmů nebo dramat s vysokými výrobními náklady. Filmová studia tak činí jednak v naději na větší zisky, jednak kvůli větší šanci v boji o nominace na Oscara. Film nominovaný na cenu musí být promítán v komerčním kině v oblasti Los Angeles do půlnoci 31. prosince nepřetržitě nejméně sedm dní.
Existují i studie o účincích Vánoc na životní prostředí s tím, že věcné dary mají další náklady na údržbu a skladování.
V souvislosti s většími výdaji během svátků a většími nákupy během Vánoc a předvánočního obdnobí dochází k zvýšení drobné kriminality a internetovým útokům.

## Černý pátek a Kybernetické pondělí
Za počátek vánoční nákupní sezóny je v USA obvykle považován „Černý pátek“, což je den po Dni díkůvzdání (tento svátek se v USA tradičně slaví čtvrtý listopadový čtvrtek). Obchodníci tento den pořádají velké slevové akce. Významně si tak zvyšují obrat i zisk. Na Černý pátek navazuje „Kybernetické pondělí“, kdy zlevňuje především elektronika. Oblíbené jsou tyto akce především v USA, avšak některé, zejména internetové obchody, tyto vánoční akce pořádají i v ČR.
V USA má mnoho státních zaměstnanců a pracovníků administrativy v Den díkůvzdání a následující den volno. Poté následuje víkend. Tyto faktory dohromady výrazně zvyšují počet potenciálních zákazníků. Od roku 2000 je Černý pátek v USA považován za začátek vánoční nákupní sezóny a většina obchodníků otevírá velmi brzy. Černý pátek je v USA minimálně od roku 2005 nejrušnějším nákupním dnem v roce, v roce 2014 bylo odhadováno, že spotřebitelé utratí průměrně 423 dolarů (9350 Kč) na osobu.
Obchodníci se v posledních letech snaží získat výhodu před konkurenci co nejčasnějším otevřením obchodu, takže v roce 2014 některé obchody (např. JCPenney, Best Buy a Radio Shack) otevíraly dokonce již v 17:00 na Den díkůvzdání. Od roku 2022 platí v České republice zákony, které ukládají prodejcům poctivě vykazovat slevy. 
Je běžné, že zákazníci táboří dlouhé hodiny před otevřením před prodejnami ve snaze zajistit si co nejlepší místo ve frontě a tím zlepšit šance na získání požadovaného zboží. S ohledem na použití tepelných zdrojů čekajícími zákazníky vzniká riziko požárů, čekajícími mohou být rovněž blokovány nouzové vjezdy a protipožární pruhy, což vedlo k úředním zákazům takové praxe na některých místech. Rovněž se vyskytují případy násilí mezi zákazníky uvnitř prodejen, včetně hromadných rvaček.